# Yalgo (département)
Pour les articles homonymes, voir Yalgo.
Yalgo est un département et une commune rurale situé dans la province du Namentenga et la région du Centre-Nord au Burkina Faso.

## Géographie

### Démographie
- En 2003 le département comptait 14 535 habitants estimés[2].
- En 2006 le département comptait 31 641 habitants recensés[1].

## Administration

### Mairie
| Période                                  | Période  | Identité | Étiquette | Qualité |
| ---------------------------------------- | -------- | -------- | --------- | ------- |
|                                          | en cours |          |           |         |
| Les données manquantes sont à compléter. |          |          |           |         |

### Villages
Le département et la commune rurale de Yalgo est administrativement composé de onze villages, dont le village chef-lieu homonyme (données de population consolidées en 2012 issues du recensement général de 2006) :
- Bankienga (586 habitants)
- Boulmanga (2 070 habitants)
- Gouengo (1 061 habitants)
- Kario (3 232 habitants)
- Komkom-Yiri (784 habitants)
- Koulgonda (1 085 habitants)
- Mamanguel (481 habitants)
- Meodjé (1 731 habitants)
- Nongfaïré (2 888 habitants)
- Taparko (3 316 habitants)
- Yalgo (14 407 habitants), chef-lieu

## Santé et éducation
Le département accueille deux centres de soins et de promotion sociale (CSPS) à Yalgo et Taparko tandis que le centre médical (CM) le plus proche est à Tougouri et le centre médical avec antenne chirurgicale (CMA) de la province est celui de Boulsa